# Pasto
Pasto là một khu tự quản thuộc tỉnh Nariño, Colombia. Thủ phủ của khu tự quản Pasto đóng tại San Juan de Pasto Khu tự quản Pasto có diện tích 1181 ki lô mét vuông. Đến thời điểm ngày 28 tháng 5 năm 2005, khu tự quản Pasto có dân số 294024 người.